# غاز-تيستجيلاندي تومكا

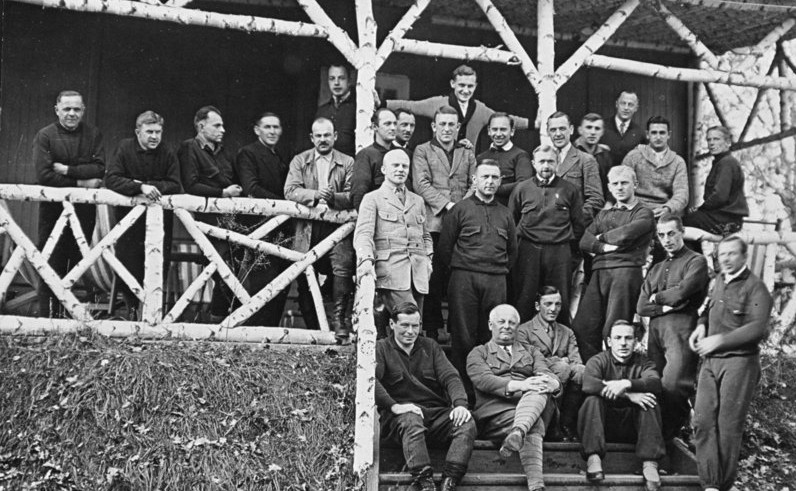
طاقم ألماني في منشأة تومكا للأسلحة الكيميائية، 1928

غاز-تيستجيلاندي تومكا ( (بالألمانية: Gas-Testgelände Tomka)‏ منشأة سرية لاختبار الأسلحة الكيميائية بالقرب من مكان يحمل الاسم الرمزي Volsk-18 (20 كم قبالة فولسك)، والآن شيخاني ، ساراتوف أوبلاست، روسيا التي تم إنشاؤها في إطار التعاون العسكري الألماني السوفياتي للتحايل على أحكام التجريد من السلاح في مرحلة ما بعد العالم معاهدة فرساي الحرب الأولى. شارك في إخراج Yakov Fishman (chemist) [Фишман, Яков Моисеевич] (начальник военно-химического управления Красной Армии) ، والكيميائيون الألمان ألكسندر فون غرونديرر ولودفيغ فون سيشرر. عملت (بموجب اتفاقية موقعة من قبل شركات مساهمة وهمية) خلال 1926-1933.
تم إنشاء موقع كيميائي آخر من قبل مستوطنة أوختومسكي، منطقة موسكو .